# ISO 9001

## Az ISO 9001 helye
Az ISO 9001-es szabvány az ISO 9000-es minőségbiztosítással / minőségirányítással foglalkozó szabványcsoport meghatározó tagja. Ez a szabvány tartalmazza a minőségirányítási rendszerrel kapcsolatos követelményeket. Magyar kiadásban ez a negyedik követelményszabvány kiadás. Ezek sorrendben: MSZ EN 9001:1992, MSZ EN ISO 9001:1996, MSZ EN ISO 9001:2001, MSZ EN ISO 9001:2009.
A jelen szabvány pontos címe: MSZ EN ISO 9001:2015 Minőségirányítási rendszerek. Követelmények (ISO 9001:2015)
Ez a szabvány egyben tanúsítható szabvány is, és a minőségirányítási rendszerek (a közbeszédben sokszor minőségbiztosítási rendszerek) tanúsítása ezen szabvány követelményeinek való megfelelőséget vizsgálja. A független tanúsító általi tanúsítás eljárása (auditálása) után a tanúsító kiállít az adott szervezetre egy tanúsítványt, amivel igazolja az ISO 9001 szerint kialakított minőségirányítási rendszer követelményeknek megfelelő működését.

## Az ISO 9001 struktúrája
Az MSZ EN ISO 9001:2015 tartalomjegyzéke a következő:
- Bevezetés
- 1. Alkalmazási terület
- 2. Rendelkező hivatkozások
- 3. Szakkifejezések és meghatározásuk
- 4. A szervezet környezete
- 5. Vezetői szerepvállalás
- 6. Tervezés
- 7. Támogatás
- 8. Működés
- 9. Teljesítményértékelés
- 10. Fejlesztés

## Az ISO 9001:2009 követelményei
A követelményeket a szabvány követelménypontjai (4-8) struktúrájában mutatjuk be, felsorolva az adott szabványfejezethez tartozó legfontosabb követelményeket, és azokat nem kirészletezve.
4. Minőségirányítási rendszer
4.1. Általános követelmények
- a minőségirányítási rendszer bevezetése, dokumentálása, fenntartása és folyamatos fejlesztése;
- a folyamatok felismerése, sorrend és kölcsönhatás megállapítása;
- a folyamatok hatékony végrehajtása és irányítása;
- a folyamatok mérése, felügyelete, elemzése a tervezett eredmények, ill. a folyamatos javítás elérése érdekében;
- ha egy főfolyamat (vagy annak egy része) külső erőforrással (alvállalkozásban) valósul meg, akkor meg kell határozni annak szükséges kontrollját és felügyeletét – a szervezet felelőssége nem hárítható át az alvállalkozás kontrolljával az alvállalkozóra.;

4.2. A dokumentálás követelményei
- a nemzetközi szabvány dokumentált eljárásokat követel meg;
- a szervezettől megkövetelt dokumentumoknak biztosítaniuk kell az eljárások hatékony működését és a hatékony irányítást;
- a terjedelme függ a szervezet nagyságától és típusától, a folyamatok komplexitásától, személyzet képességeitől;
- a feljegyzéseknek biztosítaniuk kell az elvégzett dolgok igazolását, igazolniuk kell a megfelelést;

A minőségirányítási kézikönyvnek tartalmaznia kell:
- a minőségirányítási rendszer alkalmazási területét, beleértve az esetleges kizárásokat és azok indokolását;
- a minőségirányítási rendszerben kialakított dokumentált eljárásokat (vagy az azokra való hivatkozást);
- a minőségirányítási rendszer folyamatai közti kölcsönhatások leírását.

Dokumentált eljárás a dokumentumok kezelésére, amely minimálisan a következőket szabályozza:
- ellenőrzés a kiadás előtt,
- folyamatos felülvizsgálat az aktualitás megtartásáért,
- verziókövetés, azonosítás,
- az érvényes, és csak az érvényes dokumentumok legyenek felhasználhatóak,
- jól olvashatóság és könnyű azonosíthatóság,
- külső dokumentumok azonosítása, elosztása.

Dokumentált eljárást kell bevezetni a feljegyzések kezelésére, azaz azonosításának, tárolásának, védelmének, kikeresésének, megőrzési idejének és selejtezésének szabályozására.
5. A vezetőség felelősségi köre
5.1. A vezetőség elkötelezettsége
- a vevői jelenlegi igények jelentősége;
- a hatósági és jogszabályi követelmények közvetítése;
- minőségpolitika és minőségcélok meghatározása;
- vezetőségi átvizsgálások végzése;
- erőforrásokról való gondoskodás;

5.2. Vevőközpontúság
- a vevői igények és elvárások felmérése;
- a vevői igények követelményekké alakítása, és ezáltal a vevői megelégedettség céljának teljesítése;

5.3. Minőségpolitika
- megfelelés a szervezet céljainak;
- elkötelezettség a követelmények teljesítésével és a folyamatos javítással szemben;
- keretek a minőségcélok meghatározásához és értékeléséhez;

5.4. Tervezés
- a minőségcélok a szervezet minden érintett funkciója és szintje számára;
- a minőségcéloknak mérhetők, és összhangban legyenek a minőségpolitikával;
- a minőségirányítási rendszer tervezését a folyamatokra illetve célok teljesítésére vonatkoztatva kell elvégezni;
- a minőségirányítási rendszer integritása a módosítás alatt is;

5.5. Felelősségi kör, hatáskör és kommunikáció
- a felelősségi körök és hatáskörök meghatározása és közzététele;
- a vezetőség képviselőjét ki kell jelölni, aki meghatározott felelősségi körrel és hatáskörrel rendelkezik a minőségirányítási rendszer működtetéséhez és irányításához;
- gondoskodás megfelelő belső kommunikáció kialakításáról a szervezeten belül a minőségirányítási rendszer hatékony működése érdekében;

5.6. Vezetőségi átvizsgálás
- a rendszeres vezetői átvizsgálás témái: a fejlesztési lehetőségek értékelése, a minőségirányítási rendszerben, a minőségpolitikában és a minőségcélokban szükséges változások;
- az átvizsgálások bemenő adatainak tartalmazniuk kell: az auditok eredményeit, a vevői visszajelzéseket, a folyamatok működését és a termékek megfelelőségét, a megelőző és helyesbítő intézkedések helyzetét, a megelőző átvizsgálások intézkedéseinek helyzetét, a minőségirányítási rendszert befolyásol(hat)ó változásokat és a fejlesztésre irányuló javaslatokat;
- az átvizsgálás kimenő döntései, ill. intézkedései:
  - a minőségirányítási rendszer fejlesztése
  - termékfejlesztés a vevői követelményekkel kapcsolatban
  - erőforrás-szükséglet

6. Gazdálkodás az erőforrásokkal
6.1. Gondoskodás az erőforrásokról
- az erőforrások rendelkezésre bocsátása

6.2. Emberi erőforrások
- személyzet rendelkezzen a szükséges megfelelő képzettséggel
- a személyzet képzettségigényének felmérése;
- gondoskodás a szükséges (igényeket kielégítő) képzésekről;
- a képzések hatékonyságának megítélése;
- a munkatársak ismerete tevékenységük jelentőségéről és fontosságáról;
- feljegyzések vezetése a képzésekről, végzettségekről és tapasztalatokról;

6.3. Infrastruktúra
- a termék konformitás eléréséhez szükséges infrastruktúra meghatározásáról, rendelkezésre bocsátásáról és fenntartásáról gondoskodni kell, beleértve a következőket:
  - munkahely és az ahhoz tartozó berendezések
  - a folyamatok eszközei (hardware, software)
  - informatikai és információs rendszerek
  - kapcsolatos szolgáltatások

6.4. Munkakörnyezet
- kedvező munkakörnyezet feltételeinek meghatározása

7. A termék előállítása
7.1. A termék-előállítás megtervezése
- A tervezéskor meg kell határozni:
  - minőségcélok
  - folyamatok, dokumentumok, berendezések szükségessége
  - igazoló és jóváhagyó ellenőrzések, valamint elfogadási kritériumok
  - szükséges feljegyzések

7.2. A vevővel kapcsolatos folyamatok
- a vevő által a termékre vonatkozóan meghatározott követelmények,
- a vevő által nem megadott követelmények, melyek azonban a szándékolt, vagy megadott alkalmazáshoz szükségesek,
- termékkel kapcsolatos kötelezettség, és a hatósági és törvényi előírások,
- a vevővel folytatott kommunikáció szabályainak meghatározása;

7.3. Tervezés és fejlesztés
- a termék tervezését és fejlesztését is meg kell tervezni, és szabályozni kell;
- meg kell határozni a tervezés szakaszait, az alkalmazandó ellenőrzési tevékenységeket, a felelősségi köröket és hatásköröket;
- meg kell határozni a tervezés bemenő és kimenő adatait;
- a tervezés módszeres átvizsgálását meg kell tervezni a tervezés eredményeinek verifikálása és validálása tekintetében, az alkalmazás előtt;
- a fejlesztési módosítások hatásának kiértékelése a jelentős alkatrészekre és a kiszállított termékekre;

7.4. Beszerzés
- a beszerzési folyamatot a mindenkori beszerzendő termék/szolgáltatás végtermékre kifejtett befolyásához mérten kell kialakítani;
- a beszerzési információ írja le a beszerzendő terméket, valamint a beszerzett termékre vonatkozó követelményeket;
- ellenőrzési tevékenységet kell kialakítani annak igazolására, hogy a beszerzett termék kielégíti a beszerzési követelményeket;
- beszállítók teljesítményét értékelni kell, és felhasználni a következő kiválasztáskor;

7.5. Előállítás és szolgáltatás nyújtása
- az előállítást és a szolgáltatás végrehajtását szabályozott körülmények között kell megtervezni és végrehajtani;
- azokra a folyamatokra, amelyek kimenete nem ellenőrizhető, érvényesítést kell bevezetni, és ott bizonyítani kell a folyamatképességet;
- ahol célszerű, ott azonosítási és nyomon követési folyamatok. – a teljes termék / szolgáltatási életciklus során;
- vevő tulajdonának gondos kezelése, védelme valamint sérülés vagy elvesztés esetén haladéktalan jelentése a vevőnek; (vevői tulajdon a szellemi tulajdon, illetve a személyes adatok is)
- gondoskodás a termék folyamatos megfelelőségéről, ill. állagmegőrzéséről – ez magába foglalja az azonosítást, anyagmozgatást, csomagolást, tárolást és védelmet;

7.6. A megfigyelő- és mérőberendezések kezelése
- megfelelő mérési folyamatok kialakítása, ehhez a megfelelő módszerek és eszközök biztosítása;
- gondoskodás a mérőberendezések vagy módszerek érvényességéről;
- követelmények a feljegyzésekkel szemben;

8. Mérés, elemzés, fejlesztés
8.1. Általános útmutatás
- meg kell tervezni és be kell vezetni a szükséges mérési folyamatokat;
- a mérési folyamatoknak igazolniuk kell a termék megfelelőségét, a minőségirányítási rendszer megfelelőségét;
- a mérési folyamatok által a minőségirányítási rendszer fejlesztése;

8.2. Figyelemmel kísérés és mérés
A rendszer mérése és figyelemmel kísérése:
- vevői megelégedettség mérése fontos követelmény;
- belső minőségügyi auditok rendszeres végzése;

A folyamatok mérése és figyelemmel kísérése:
- a folyamatok mérése a folyamatok képességének meghatározására a tervezett eredmény elérése céljából;
- helyesbítő illetve megelőző tevékenységek bevezetése a kitűzött céloktól való eltérések esetén;

A termék mérése és figyelemmel kísérése:
- a termék jellemzőinek folyamatos figyelemmel kísérése;
- a mérések feljegyzéseinek megőrzése, (mérési, engedélyezési) felelősségek írásos megjelölése;

8.3. A nem megfelelő termék kezelése
- gondoskodás a nem megfelelő termék azonosításáról, nyomon követéséről, és akár véletlenszerű felhasználásának megakadályozásáról;
- intézkedés a nem-megfelelőség kiküszöböléséről vagy továbbengedéséről;
- ezekről feljegyzések megőrzése;

8.4. Az adatok elemzése
- a megfelelő adatokat elemezni kell a következő információk megszerzéséhez:
  - folyamatok és termékek jellemzőiről és azok trendjéről;
  - a vevők követelményeinek teljesítéséről;
  - a vevő megelégedettségéről;
  - a beszállítókról;

8.5. Fejlesztés
- a folyamatok eredményességének és hatékonyságának, a minőségirányítási rendszer eredményességének folyamatos fejlesztése;
- helyesbítő tevékenységek végzése az eltérések okainak kiküszöbölésére, hogy azok az eltérések ne ismétlődhessenek meg;
- megelőző tevékenységet kell megállapítani, amellyel kiküszöbölhetők lehetséges hiba-okok, és ezáltal megelőzhetőek eltérések bekövetkezése;
- a helyesbítő illetve megelőző tevékenységeknek arányban kell állniuk a felmerült eltérések hatásaival;
- a helyesbítések és megelőzések akkor tekinthetők befejezettnek, ha azok hatékonysága igazolt;
- dokumentált eljárás(oka)t kell kialakítani a helyesbítő és megelőző tevékenységek követelményeire, tervezésére és végrehajtására.

## A szabvány használata
Látható, hogy a szabvány sehol sem ír elő konkrét módszert, vagy megvalósítási eszközt. Ilyen kötelezettség nincs is. A szabványok használata során minden cégnek a fenti, általános megfogalmazású követelményeket a saját viszonyaira egyénileg kell testre szabni és alkalmazni. Ez nem mindig olyan könnyű. A vállalatok működése általában nem szorítható be a 4-től 8-ig tartó fejezetek közé. Ezért azokat a fejezeteket sokszor, mint egy segítő célú ellenőrző listaként értelmezve is lehet használni: Vajon minden fontos dologra odafigyeltem a cégem működtetése során? A cégen belüli főfolyamatok (üzleti vagy termelési folyamatok) életciklusára vonatkozó, ISO 9001 szerinti szabványkövetelmények értelmezésében segít Az ISO 9001:2008 másképp c. bemutató.
A szabvány maga beszerezhető a Magyar Szabványügyi Testületnél, papíron a szabványboltban, vagy elektronikusan a honlapukon lévő webáruházon keresztül.